# H8RZ
H8RZ (uitgesproken als "Haters") is een Amerikaanse mystery-thriller uit 2015, geregisseerd door Derrick Borte.

## Verhaal
Op de middelbare school ontdekt een advocaat dat bij een recent ongeluk, er veel meer aan de hand moet zijn daar dan het op eerste gezicht lijkt wanneer hij een student ondervraagt.

## Rolverdeling
| Acteur           | Personage                      |
| ---------------- | ------------------------------ |
| Sophie Curtis    | Carla                          |
| Jeremy Sisto     | Mr. Faustin                    |
| Eliza Bennett    | Brittany Tammand / Alex Thomas |
| Israel Broussard | Jack Stanton                   |
| Malcolm Mays     | Cameron                        |
| Chris Petrovski  | Ricky                          |
| Cary Elwes       | Principal Donato               |
| Abigail Spencer  | Laura Sedgewick                |

## Release
De film werd op 17 juli 2015 op video on demand uitgebracht door Filmbuff. De film had een testvertoning voorafgaand aan voltooiing aan de Old Dominion University in Virginia op 25 maart 2015.